# نبرد تسخینوالی
نبرد تْسْخینوالی به صورت مداوم برای شهر تسخینوالی پایتخت اوستیای جنوبی از ۸ اوت ۲۰۰۸ آغاز شد و نبرد اصلی جنگ اوستیای جنوبی ۲۰۰۸ می‌باشد.

## نیروها پیش از نبرد

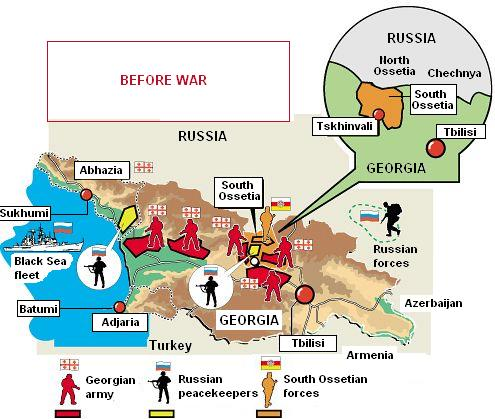
پیش از نبرد تسخینوالی

نبرد
ارتش گرجستان در ساعتهای اولیه ۸ اوت ۲۰۰۸ به اوستیای جنوبی وارد شد.